# مونتيلانيكو
مونتيلانيكو هي كومونا (بلدية) في مدينة روما الكبرى في منطقة لاتيوم الإيطالية ، وتقع على بعد حوالي 50 كيلومتر (31 ميل) جنوب شرق روما .
تستضيف مونتيلانيكو مهرجان الافلام القصيرة الدولى السنوى "Arrivano i corti".